# Saleh Al-Fawzan
Shaykh Salih Al-Fawzan (en arabe : صالح فوزان الفوزان), né le 28 septembre 1933, est un ouléma membre de plusieurs organismes religieux en Arabie saoudite.
Son nom de famille est également transcrit Al-Fazan ou Al-Fawzan. Il est également connu comme Salih Ibn Fawzan Ibn Abdullah, Salih Ibn Fawzan al-Fawzan, Saalih Ibn Fawzan Ibn 'Abdullah Ibn Fawzan,  Salih Bin Fawzan Al-Fawzan ou Salih Al-Fawzan.

## Biographie
Selon sa biographie officielle sur fatwa-online.com, Fawzan est de la famille des Fawzan du peuple/la tribu de Ash-Shamaasiyyah. Son père serait mort quand il était jeune, il a par la suite été élevé par sa famille élargie. Il a appris le Coran, ainsi que les bases de la lecture et de l'écriture auprès de l'imam de sa ville natale.

### Éducation
Monsieur Fawzan a étudié à l'école publique d'Ash-Qamariyah lorsque celle-ci a ouvert en 1948. En 1950, il a terminé ses études à l'école Faysaliyyah de Buraydah et y a par la suite été nommé professeur. Monsieur Fawzan a rejoint l'Institut d'enseignement de Buraydah en 1952, et obtenu son diplôme en 1956. Il fut étudiant à l'université islamique Imam Muhammad ibn Saoud, de Riyad, où il a d'abord étudié à la faculté de la Charia, dont il est diplômé en 1960, avant d'obtenir un master et d'un doctorat en Fiqh.

### Carrière
Selon fatwa-online.com, après l'achèvement de sa thèse de doctorat, il devint professeur de Charia à l'université islamique Imam Muhammad ibn Saoud de Riyad, avant d'être transféré au Département d'études supérieures au sein de la faculté des principes de la religion (usool ad-dîn). Il fut plus tard nommé à la tête de la Cour suprême de justice d'Arabie saoudite. Il retourna à l'enseignement à la fin de son mandat.
À compter de 2013, il fut membre du conseil de Chercheurs confirmés d'Arabie saoudite, la plus haute institution religieuse, qui conseille le roi sur les questions islamiques. Il est actuellement membre du Comité permanent pour la recherche islamique et la délivrance des fatwas, un comité du Conseil de Chercheurs confirmés. Le Conseil produit des règles de jurisprudence islamique (fiqh) et prépare les documents de recherche pour le Conseil de chercheurs confirmés.

## Controverses d'Al-Fawzan
La perspective d'Al-Fawzan sur l'esclavage, exposée lors de conférences enregistrées sur cassettes, a été révélée en 2003, suscitant une certaine controverse. Dans un enregistrement, il est rapporté qu'il a déclaré que « l'esclavage est une composante de l'islam… L'esclavage est lié au jihad, et le jihad perdurera tant que l'islam existera ». Alors que des penseurs musulmans contemporains remettent en question cette notion, il les critique sévèrement en affirmant : « Ce sont des ignorants, pas des érudits... Celui qui profère de telles affirmations est un infidèle »,.
En 2010, il tente de lancer un boycott contre l'imam Adil Al-Kalbani, connu pour ses positions allant à l'encontre de la doctrine wahhabite, qui a affirmé que la musique n'était pas illicite en islam. L'opération tourne au fiasco, la mosquée étant débordée lors de la messe suivante de l'imam en question. 
En mars 2014, il a publié une fatwa concernant les « buffets à volonté », soulignant qu'il avait simplement suggéré que ces établissements doivent préciser la quantité de nourriture nécessaire afin d'éviter que les clients ne se retrouvent à acheter ce qu'il qualifie d'inconnu. « On me prête des propos selon lesquels j'aurais interdit les buffets, ce qui semble être un mensonge alimenté par l'imagination et la désinformation », a-t-il déclaré dans un communiqué diffusé sur son site internet. « En réalité, j'ai été interrogé sur une pratique répandue dans certains restaurants où les propriétaires invitent leurs clients à manger à volonté pour un tarif fixe. J'ai répondu que cela relevait de l'inconnu, et que l'inconnu ne peut être commercialisé tant qu'il n'est pas clairement défini et identifié », a-t-il précisé dans le communiqué.
Salih al-Fawzan suscite à nouveau l'intérêt des médias occidentaux en mai 2016, à la suite de ses déclarations concernant l'interdiction de la photographie (représentations humaines et animales), dans une vidéo diffusée le 17 avril 2016 par MEMRI. D'après The Independent, lors d'une apparition télévisée, l'ouléma saoudien a été interrogé sur une tendance récente consistant à prendre des photos avec des chats, une pratique adoptée par ceux qui cherchent à imiter les Occidentaux. Le cheikh, visiblement surpris, s'exclame : « Quoi ? Que signifie cette histoire de photos avec des chats ? » Il affirme alors : « La photographie est prohibée. Les chats n'ont aucune importance ici. » Lorsqu'on lui pose à nouveau la question sur cette nouvelle tendance, il répond : « La photographie est interdite, sauf en cas de nécessité, que ce soit avec des chats, des chiens, des loups ou tout autre être. »,,,,.
La militante féministe Hala Al-Dosari, affiliée au Radcliff Institute de Harvard, ainsi qu'Abdullah Alaoudh, fils du prédicateur islamiste Salman Al-Awdah, dépeignent Salih Al-Fawzan comme une figure emblématique et presque paternelle pour le prince héritier Mohammed ben Salmane. Il convient de souligner qu'il y a quelques mois, avant l'assassinat tragique du journaliste Jamal Khashoggi, Al-Fawzan avait émis une fatwa sévère, appelant à la peine de mort pour les principaux détracteurs du régime saoudien, qualifiés de kharijites..
L'organisation de défense des droits de l'homme Human Rights Watch alerte sur les dangers des opinions de Salih Al-Fawzan vis-à-vis du chiisme et des courants de pensées musulmans hétérodoxes, en les qualifiant d'appel à la haine, notamment quand il fait emploi du terme "alliés du diable" pour les désigner. Explicitement, Al-Fawzan considère ces personnes comme des "impies, ayant menti sur Dieu, son Prophète Mahomet, et sur le principe de consensus des musulmans (ijmâ')".